# Slo-Blo
El grupo Slo-Blo es una banda del género country rock formada en 1970.

## Historia
Banda nacida en Barcelona, donde desarrolló la mayor parte de su actividad aunque también en la provincia y en Madrid capital (sala M & M). Aglutinaba distintas aproximaciones a los estilos musicales del candente ambiente de la ciudad. Entre Slo Blo I y Slo Blo VI hubo formaciones cambiantes y en todas ellas formaron parte Rafael Zaragoza y Gato Pérez. En 1973 Slo Blo inaugura la sala Zeleste. Tras otros fugaces intentos vino a consolidarse el grupo de jazz rock “Secta Sónica”. Otros integrantes del grupo fueron Xavier Batllés, Víctor Amán, Ángel Sáinz, “Sedo” García, Albert Batiste, Josu Belmonte, Xavier Riba y Federico Tortosa, entre otros.